# Басы (Черкасская область)
Басы (укр. Баси) — посёлок в Черкасском районе Черкасской области Украины. Входит в состав Белозорского сельского совета.

## География
Посёлок Басы находится к юго-западу от села Белозорье, на северной окраине болота Ирдынь. В 1 км к востоку от посёлка пролегает автодорога Белозорье — Смела.

## Население
Население по переписи 2001 года составляло 18 человек, все жители указали украинский язык родным.

## Местный совет
19635, Черкасская обл., Черкасский район, село Белозорье, ул. Ленина, 168.